# Ville de Tunis (paquebot de 1952)
Pour les articles homonymes, voir Ville de Tunis (paquebot).
Le Ville de Tunis est un paquebot mixte frigorifique construit en 1948-1949 par l'arsenal de Lorient. Lancé en septembre 1949 et mis en service en mars 1952, il a été perdu en 1980 par fortune de mer alors qu'il partait pour la démolition.

## Caractéristiques
- Longueur      : 136 m
- Largeur       : 19,45 m
- Tirant d'eau  : 6 m
- Puissance     : 15 000 ch
- Vitesse       : 21 nœuds
- Déplacement   : 2 147 t
- Port en lourd : 9 226 tonneaux
- Équipage      : 148 hommes
- Passagers     : 1 315 personnes
- Premier armateur : Compagnie générale transatlantique

## Histoire
Le peintre de la marine Mathurin Méheut participa à la décoration de ce paquebot.
Après des essais difficiles, le navire inaugure la ligne Marseille—Tunis en mars 1953 jusqu'en 1967 où, vendu à un armement grec, il devient le Mégalonissos Kriti, puis le City of Athens en 1969.
En 1980, il coule au large de Formentera pendant son remorquage vers Barcelone pour y être démoli.